# Agonandra excelsa
Agonandra excelsa là một loài thực vật có hoa trong họ Opiliaceae. Loài này được Griseb. mô tả khoa học đầu tiên năm 1879.